# 六地蔵塔 (南さつま市)
六地蔵塔（ろくじぞうとう）は鹿児島県南さつま市にある仏教遺跡。
形状は石造三重塔で、蓮型の台座の上に載っている。高さは約4.5m。
島津忠良が天文7年（1538年）12月の別府城攻略の際亡くなった敵味方兵士供養のために、天文9年（1540年）に作らせた物である。ただし、この時に作った物は後に加世田川の氾濫で流失したため慶長2年（1597年）に日新寺の住持・泰円守見が再建したのが、今残っている物である。
鹿児島県指定文化財。